# Kaplica Bożego Ciała w Ołomuńcu

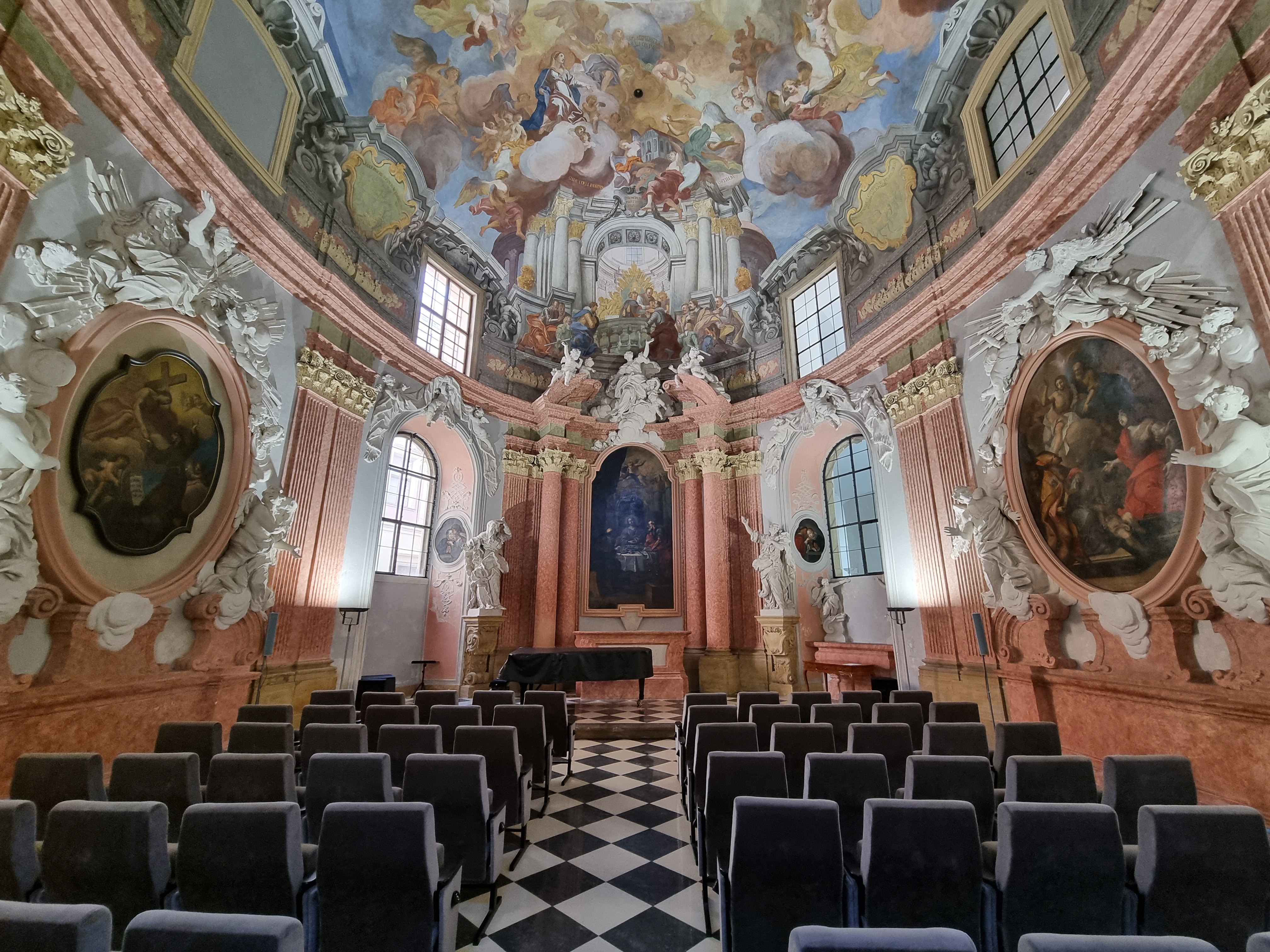
Wnętrze kaplicy z ołtarzem głównym

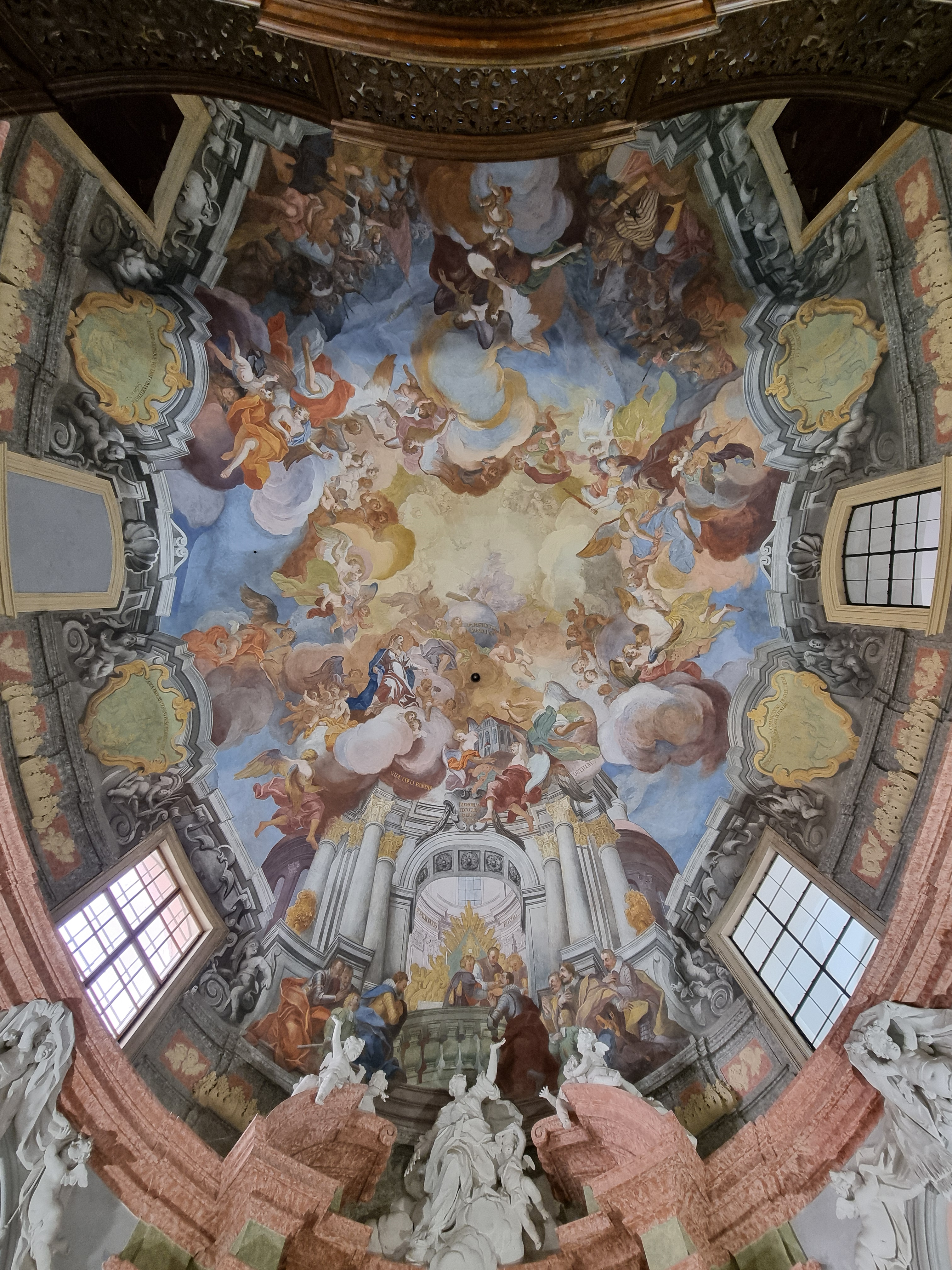
Fresk na sklepieniu kaplicy

Kaplica Bożego Ciała w Ołomuńcu (cz. kaple Božího Tĕla) – barokowa kaplica w kompleksie zabudowy dawnego konwiktu jezuickiego w Ołomuńcu. Adres: Univerzitní ul. 225/3. Od 1958 r. wraz z całym kompleksem budowli konwiktu podlega ochronie jako zabytek kultury (obecnie pod nr 13749/8-3746).

## Historia
W pierwszej połowie XV w. dzisiejsza ulica Univerzitní była zamieszkiwana wyłącznie przez Żydów. W 1454 r. zostali oni decyzją króla Władysława V wygnani z Ołomuńca jak i z innych czeskich miast królewskich. Pierwsza kaplica w tym miejscu została wybudowana na gotyckich fundamentach zburzonych domów żydowskich. Stała się ona później kaplicą „domową” założonej przez jezuitów w 1573 r. akademii (późniejszego uniwersytetu). Obecny wygląd uzyskała po przebudowie, związanej z powstaniem tzw. nowego konwiktu. Prowadził ją w latach 1721-24 Jan Jakub Kniebandl.

## Opis
Budowla murowana, rozplanowana centralnie, z nawą na rzucie elipsy. Główne wejście od ulicy Univerzitní, boczne wprost z zespołu budowli konwiktu. Wnętrze oświetlają dwie pary okien umieszczonych jedno nad drugim, symetrycznie rozmieszczonych po obu stronach ołtarza głównego oraz wysokie, półkoliste okno łukowe, umieszczone nad głównym wejściem do kaplicy od strony ulicy. Okna w dolnej kondygnacji są od góry półkoliście zamknięte, górne są prostokątne.
Ściany kaplicy regularnie rozdzielone parami pilastrów kanelowanych siedmioma głębokimi żłobkami, o kompozytowych kapitelach, dźwigającymi zdwojony gzyms.
Ołtarz główny ujęty przez parę kolumn również z głowicami kompozytowymi, podtrzymujących misternie profilowany gzyms z przełamanym frontonem. Fronton ozdobiony jest stiukowymi figurami aniołów oraz personifikacją Wiary w centrum. Po bokach ołtarza znajdują się dwa oddzielne posągi naturalnej wielkości, osadzone na cokołach z piaskowca: personifikacja Miłości (po lewej) i personifikacja Nadziei (po prawej stronie). Dekorację rzeźbiarską kaplicy wykonał pochodzący z Tyrolu ołomuniecki rzeźbiarz Philipp Sattler.
Monumentalne malowidło na sklepieniu kaplicy przedstawia barokowe wyobrażenie legendy o zwycięstwie Jaroslava ze Šternberka nad tatarami pod Ołomuńcem w 1241 r. Wykonał je w 1728 r. ołomuniecki malarz Johann Christoph Handke - jest ono uważane za jego najlepsze dzieło.